# Bifertenbach
Der Bifertenbach ist ein etwa 5 Kilometer langer Bach im Kanton Glarus. Er vereinigt sich bei Hinter Sand mit dem Oberstafelbach zum Sandbach.

## Geographie

### Verlauf
Der Bach beginnt auf etwa 2280 m ü. M. unterhalb des Bifertengrätli, das den Ochsenstock mit dem Sandgipfel am Fusse des Tödi verbindet. Der Bach fliesst zunächst in nordwestlicher Richtung in die Nähe der Fridolinshütte auf 2100 m ü. M. Hierbei fliessen ihm kleinere Quellbäche zu. Danach gehts es auf dem folgenden Kilometer relativ steil hinunter nach Tänntiwang, wobei der Bach die Baumgrenze passiert und weitere kleine Bäche von links aufnimmt. Auf 1580 m ü. M. nimmt er eine grösseren Bach von rechts her auf, der ein deutlich grösseres Einzugsgebiet erschliesst und unter anderem vom Bifertenfiren gespiesen wird. Das Tal ist in diesem Bereich über eine Länge von nicht ganz 1 km relativ flach, bis von rechts ein kleiner Bach aus Vorder Schibenruus einmündet. Danach wird das Gelände wieder steiler und der Bifertenbach erreicht langsam waldiges Gebiet. Er nimmt auf dem letzten Kilometer noch einen weiteren Bach von rechts kommend auf und vereinigt sich schliesslich bei Hinter Sand auf 1297 m ü. M. mit dem von links kommenden Oberstafelbach zum Sandbach.

### Einzugsgebiet
Das Einzugsgebiet des Bifertenbachs hat eine Grösse von etwa 13 km². Der höchste Punkt im Einzugsgebiet ist auf 3604 m ü. M. am Tödi.